# John Tyler
John Tyler, Jr. (29. března 1790 Charles City County, Virginie – 18. ledna 1862 Richmond, Virginie) byl desátý prezident Spojených států amerických v letech 1841–1845. Byl zvolen viceprezidentem, prezidentem se stal po smrti Williama H. Harrisona; stal se tak prvním americkým prezidentem, který do této funkce nebyl přímo zvolen, a odsloužil takto téměř celé čtyřleté období (bez 1 měsíce).
Byl prvním prezidentem, který se narodil po schválení Deklarace nezávislosti, je znám nejvíce díky anexi Texasu.

## Rodinný život
Muži z rodu Tylerů měli tradici mít děti v pozdním věku. Prezident John Tyler zplodil 15 dětí; jeho syn Lyon Gardiner Tyler se narodil v roce 1853, když otci bylo 63 let. Syn Lyon pak zplodil Lyona Gardinera Tylera Jr. (1925–2020) a Harrisona Ruffina Tylera (1928–2025). Tito dva vnuci prezidenta Tylera, který se narodil v roce 1790, se dožili 21. století.